# Dermografie
Dermografie is het verschijnsel dat galbulten zijn op te wekken door het over de huid krassen met een stomp voorwerp. Zodoende kan op de huid (dermo) geschreven (grafie) worden. Dit is kenmerkend voor een type urticaria die urticaria factitia genoemd wordt. Mestcellen die ook gewoonlijk in de huid aanwezig zijn, zouden zo instabiel zijn dat ze door het wrijven geactiveerd kunnen worden. 

## Behandeling
Doordat de specifieke oorzaak van dermografisme niet bekend is kan men geen doelgerichte behandeling ontwikkelen. Een behandeling die toch effect heeft ondanks deze niet bekende oorzaak berust op antihistamines.